# Chuignolles

Chuignolles este o comună în departamentul Somme, Franța. În 1 ianuarie 2022 avea o populație de 147 de locuitori.